# Meganoton rubescens
Meganoton rubescens là một loài bướm đêm thuộc họ Sphingidae. Loài này có ở đông bắc Ấn Độ, miền trung và bắc Thái Lan, miền nam Trung Quốc, miền bắc Việt Nam, Malaysia, Indonesia, Philippines, Papua New Guinea, phía bắc Úc và quần đảo Solomon.
Sải cánh khoảng 130 mm.
Ấu trùng được ghi nhận ăn các loài Annona, Melodorum (bao gồm Melodorum leichhardtii), Kigelia (bao gồm Kigelia pinnata) và Spathodea (bao gồm Spathodea campanulata).

## Phân loài
- Meganoton rubescens rubescens (đông bắc Ấn Độ, miền trung và bắc Thái Lan, miền nam Trung Quốc, miền bắc Việt Nam)[3]
- Meganoton rubescens amboinicus Clark, 1938 (Moluccas)
- Meganoton rubescens philippinensis Clark, 1938 (Philippines)
- Meganoton rubescens severina (Miskin, 1891) (Papua New Guinea, phía bắc Australia, quần đảo Solomon)
- Meganoton rubescens thielei Huwe, 1906 (Borneo, Sumatra, Malaysia)
- Meganoton rubescens titan Gehlen, 1933 (Moluccas)

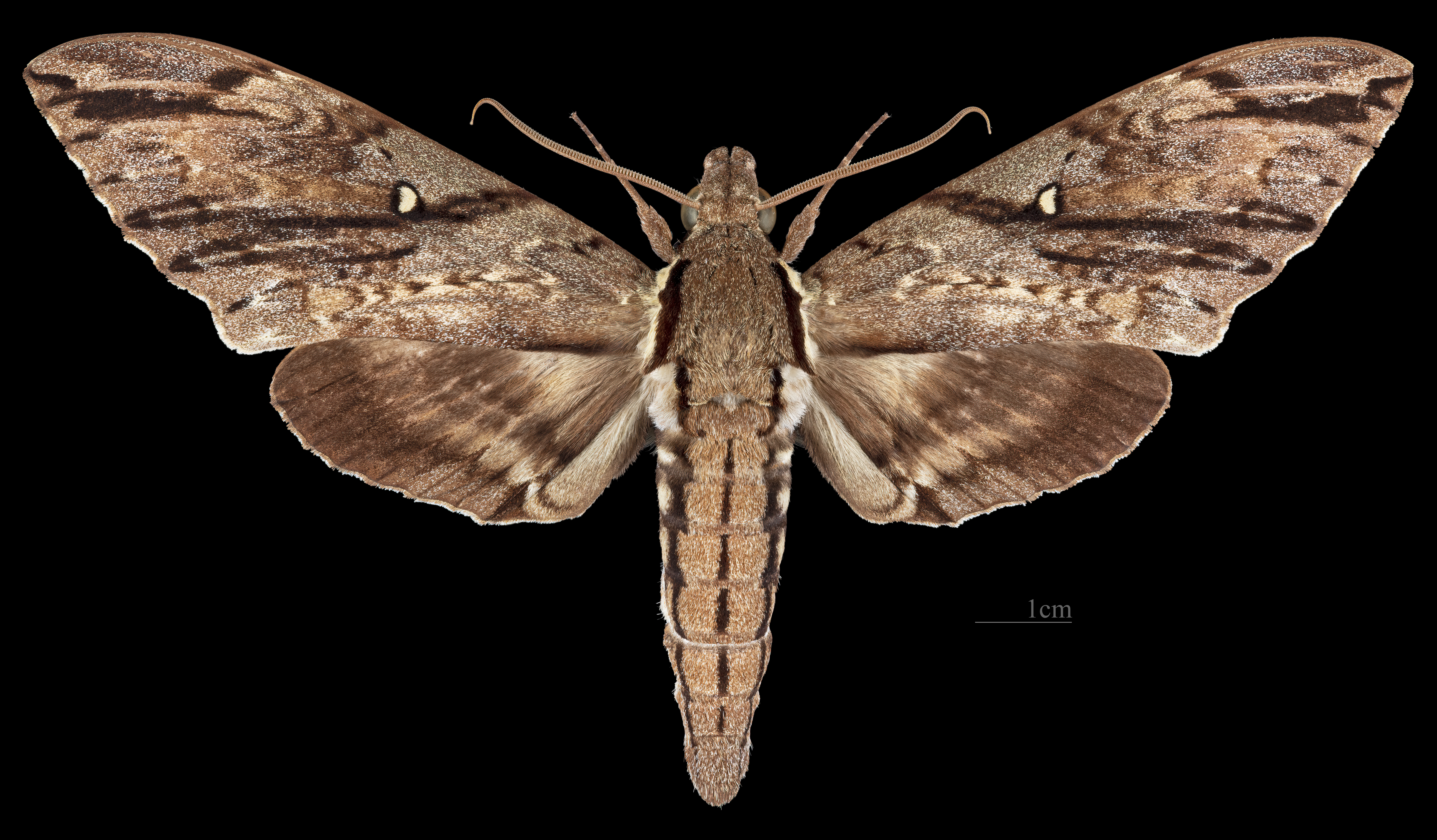
Meganoton rubescens severina♀
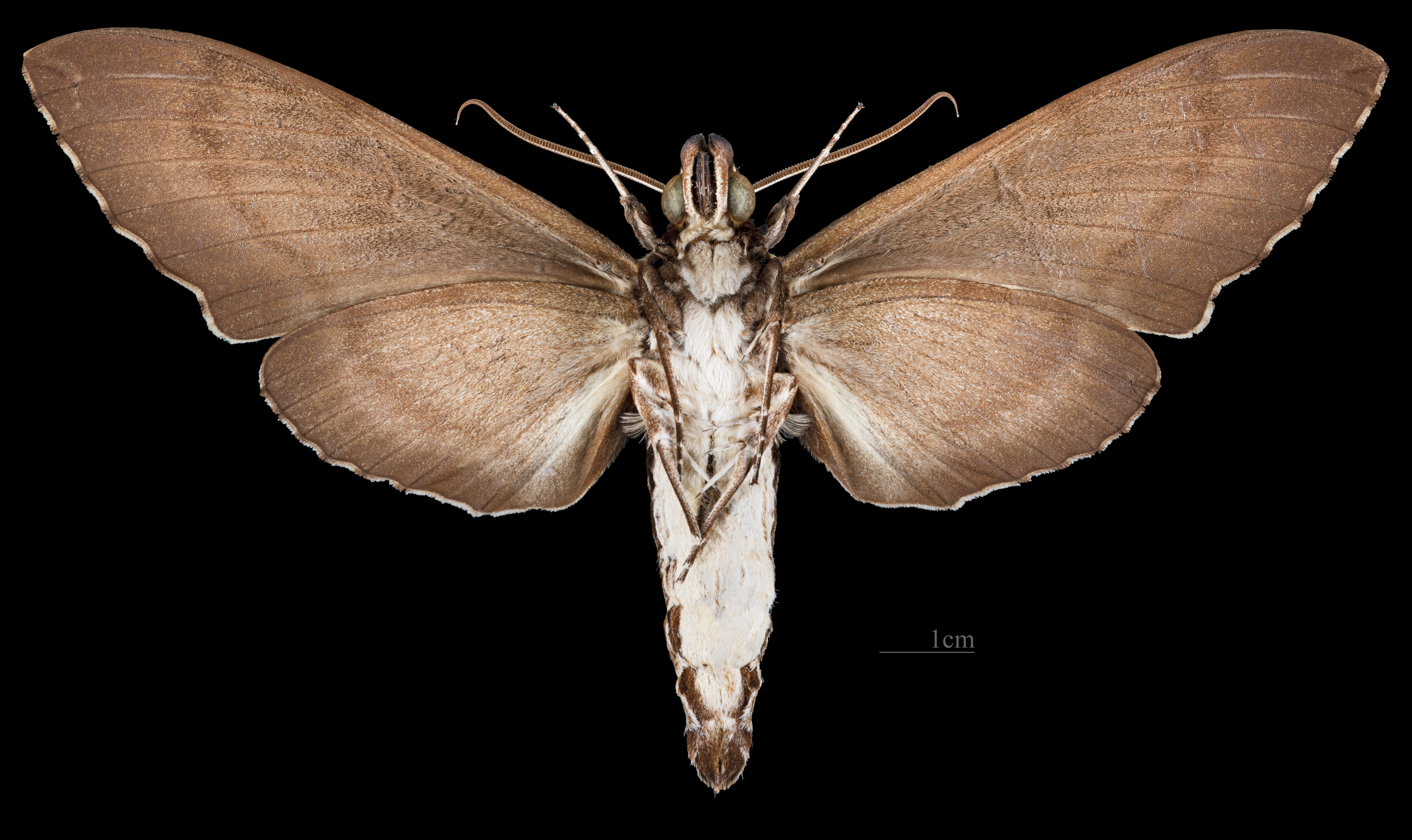
Meganoton rubescens severina♀ △
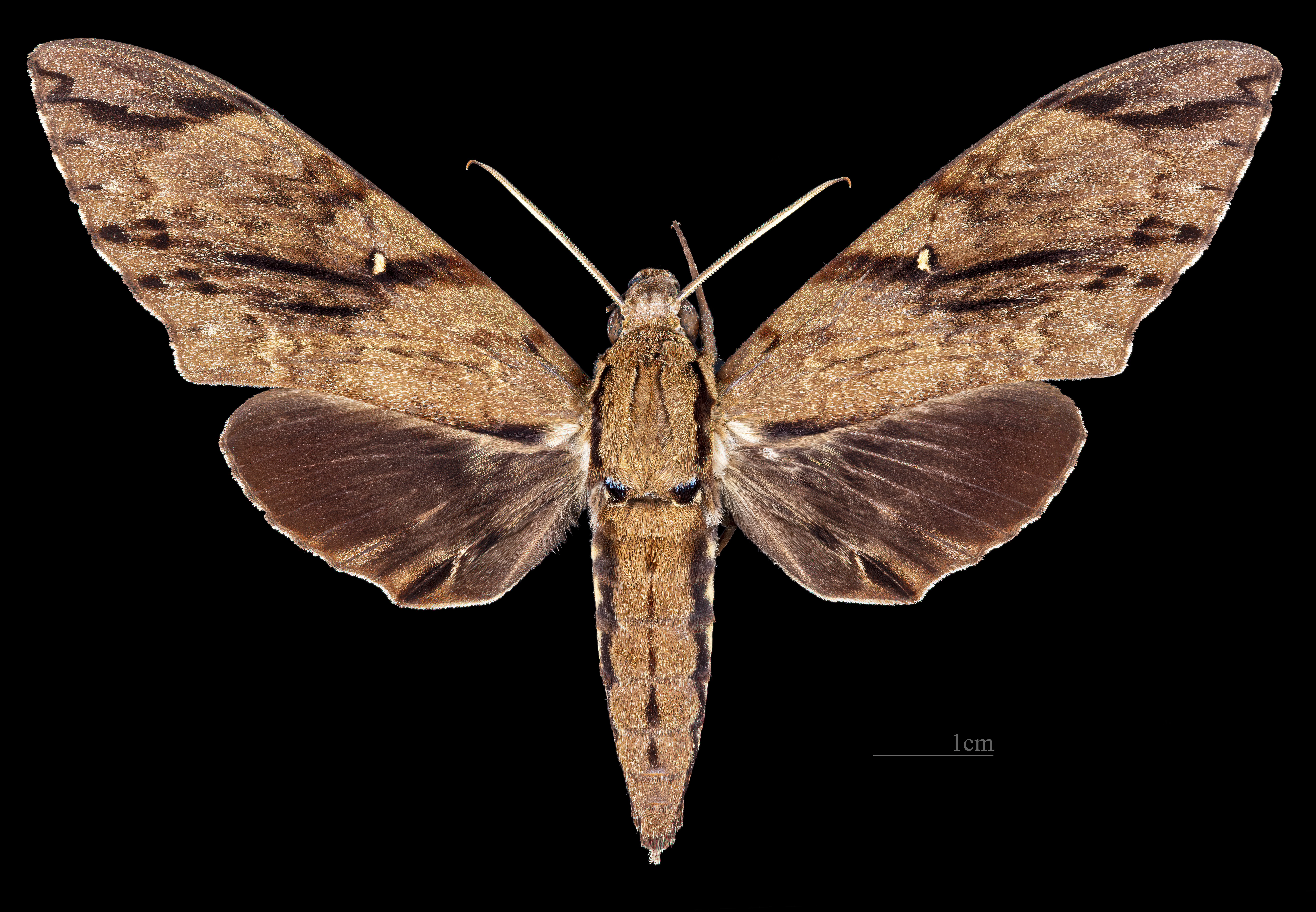
Meganoton rubescens thielei ♂
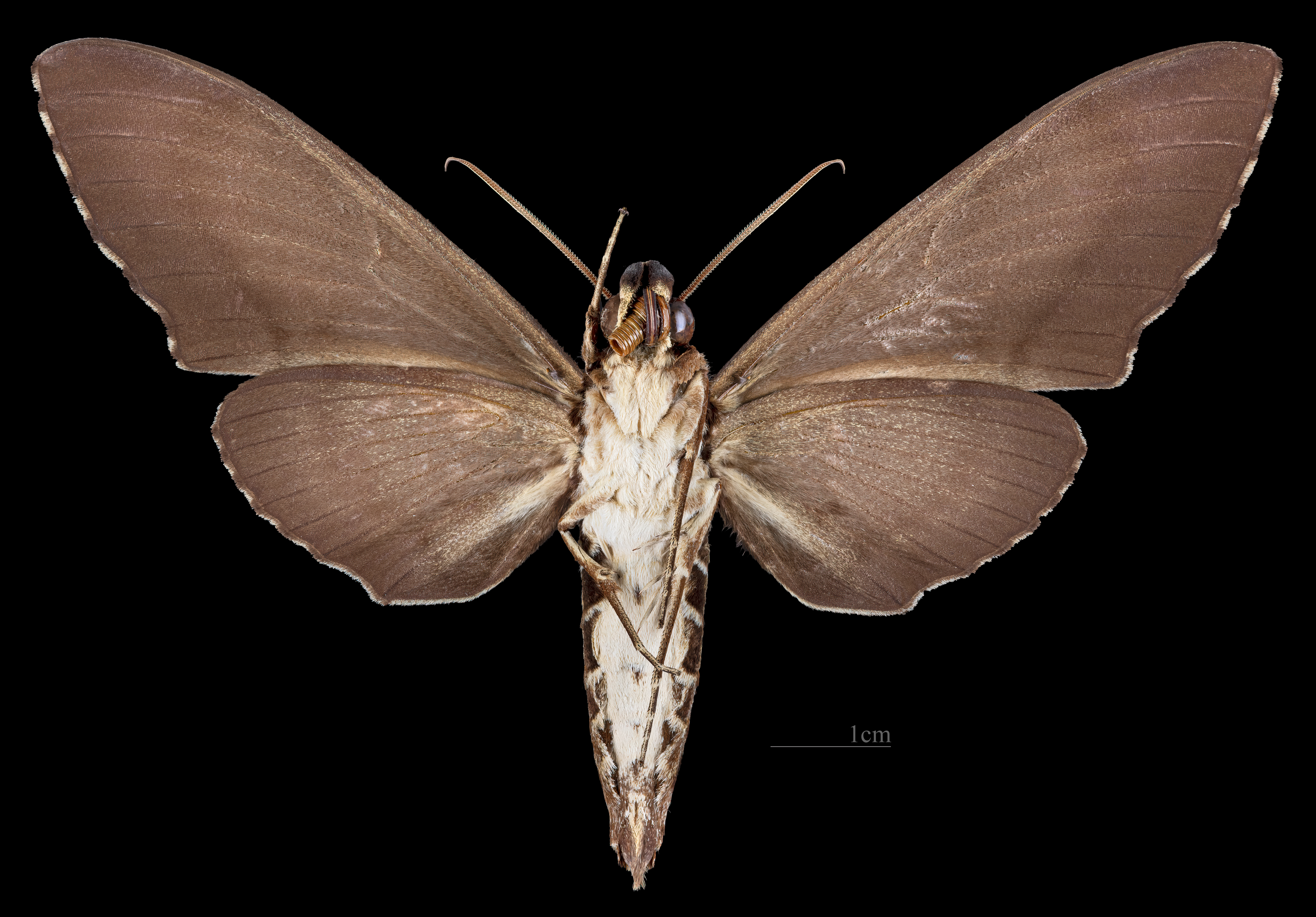
Meganoton rubescens thielei ♂   △